# Anthocharis bieti
Anthocharis bieti là một loài bướm ngày phân bố chủ yếu ở Trung Quốc.